# Ordinariato personal de Nuestra Señora de Walsingham
El ordinariato personal de Nuestra Señora de Walsingham (en latín: Ordinariatus Dominae Nostrae Valsinghamensis in Anglia et Cambria y en inglés: Personal Ordinariate of Our Lady of Walsingham) es una circunscripción eclesiástica de la Iglesia católica en el Reino Unido. Se trata de un ordinariato personal latino de uso anglicano, inmediatamente sujeto a la Santa Sede. Desde el 29 de abril de 2024 su ordinario es el obispo David Arthur Weller.

## Territorio y organización
El ordinariato personal tiene 151 944 km² y extiende su jurisdicción sobre los fieles católicos de rito latino y uso anglicano residentes en Inglaterra, Gales, la isla de Man y las islas del Canal, territorio que corresponde a la Conferencia de los Obispos Católicos de Inglaterra y Gales (de la cual el ordinario es miembro). Existen comunidades (en Inverness, Edimburgo, Birnie, Whithorn y Nairn) adheridas al ordinariato personal ubicadas en Escocia, aunque formalmente están fuera de su jurisdicción.
La sede del ordinariato personal se encuentra en la ciudad de Londres, en donde se halla la iglesia principal de Nuestra Señora de la Asunción y San Gregorio (en el barrio de Soho). Esta iglesia pertenece a la arquidiócesis de Westminster y el 2 de enero de 2013 fue asignada para el uso exclusivo del ordinariato personal, aunque todavía no ha sido designada oficialmente como iglesia principal.
En 2023 en el ordinariato personal existían 35 misiones que en el futuro serán parroquias. El ordinariato utiliza edificios católicos en diversas partes de Inglaterra, Escocia y Gales conjuntamente con congregaciones ya existentes. El uso de iglesias de la Iglesia anglicana para el ordinariato requiere el permiso del obispo anglicano pertinente. El permiso ha sido negado en al menos un caso.

### Amigos del ordinariato
Poco después de que el ordinariato personal de Nuestra Señora de Walsingham fue establecido en 2011, un grupo de laicos católicos fundó una caridad separada, que llamaron los Amigos del Ordinariato de Nuestra Señora de Walsingham, para asistir el trabajo y misión del ordinariato por proporcionar soporte práctico y financiero. Los Amigos del Ordinariato, como son generalmente llamados, fueron también establecidos para establecer concientización de la vida y misión del ordinariato dentro de la comunidad católica. El ordinario Keith Newton, es el presidente de la organización. El actual jefe es Nicolas Ollivant. Los vicepresidentes honorarios incluyen a lord Deben, Matthew Festing (príncipe y maestro magnífico de la Orden Militar Soberana de Malta); Charles Moore; duque de Norfolk, el conde de Oxford y Asquith; Katharine, duquesa de Kent y lord Nicolás Windsor.

## Historia

### Antecedentes
Desde el pontificado del papa Pío XII, si no antes, los papas concedieron la exención de la norma del celibato para la ordenación de personas casadas del clero protestante y anglicano y cuya unión fue reconocida por la Iglesia católica. Dado que los números eran generalmente pequeños, la Santa Sede resolvió estos casos individualmente. La situación cambió a fines de la década de 1970, cuando cientos de sacerdotes del clero de la Iglesia episcopaliana, algunos de los cuales llevaron consigo a sus congregaciones, buscaron la ordenación en la Iglesia católica y, en el caso de los que pasaban con las congregaciones llevaban libros litúrgicos que seguían su tradición anglicana. El papa Juan Pablo II respondió a esta situación, en primer lugar, definiendo una "provisión pastoral" para facilitar el procesamiento de la gran cantidad de solicitudes de dispensa del antiguo clero episcopal en los Estados Unidos en 1980 y, en segundo lugar, autorizando el Book of Divine Worship basado en el Libro de Oración Común para uso de comunidades de exanglicanos, en parroquias, misiones o capellanías de diócesis católicas locales. La Santa Sede también prescribió el uso de la Revised Standard Version, segunda edición católica de la traducción de textos bíblicos, en lugar de la traducción de la Santa Biblia entonces en uso en los Estados Unidos, en colaboración con los ritos del Book of Divine Worship. Este último se consideró oficialmente un trabajo provisional, autorizado ad experimentum en espera de la finalización de una edición final, pero no hubo más trabajo sobre los libros litúrgicos aprobados de la tradición anglicana en las décadas siguientes.
En la primera década del siglo XXI varios obispos de la Iglesia de Inglaterra y de la Comunión Anglicana Tradicional se acercaron de forma independiente a la Santa Sede en busca de algún tipo de compromiso para preservar su autonomía y su estructura eclesial dentro de la Iglesia católica. Tras haber sido anunciado el 20 de octubre de 2009 por el cardenal William Levada en una conferencia de prensa en Roma, el 4 de noviembre de 2009 el papa Benedicto XVI promulgó la constitución apostólica Anglicanorum coetibus mediante la cual se permitió la erección de ordinariatos personales equivalentes a diócesis.

### Erección del ordinariato

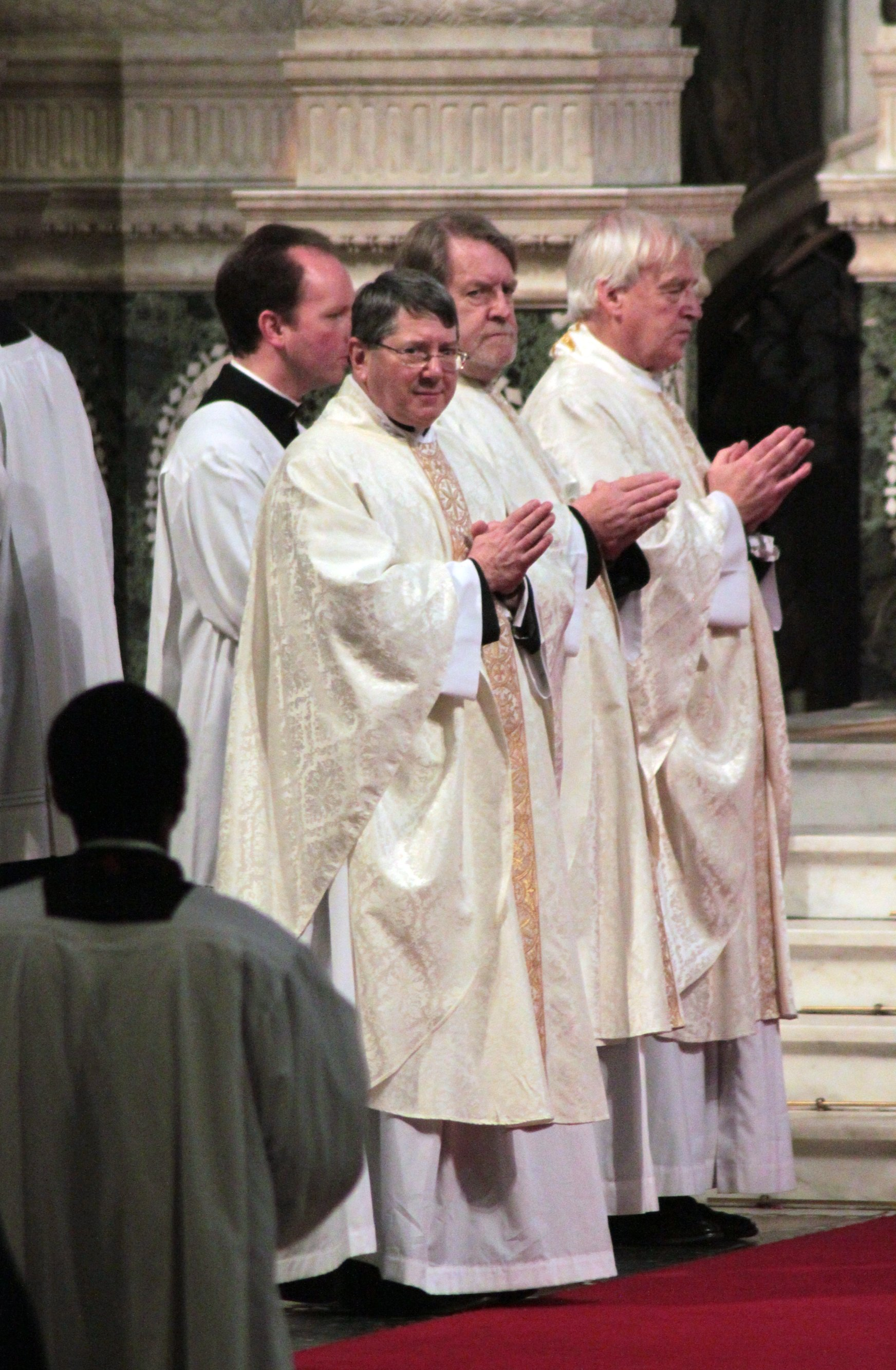
Newton, Burnham y Broadhurst, el día de la ordenación

En octubre de 2010 el consejo parroquial (Parochial Church Council) de St. Peter's Church en Folkestone fue el primer grupo parroquial anglicano que comenzó formalmente el proceso de unión con la Iglesia católica.
El 8 de noviembre de 2010 tres obispos anglicanos en ejercicio y dos retirados anunciaron su intención de unirse a la Iglesia católica. Los obispos en ejercicio eran Andrew Burnham (sufragáneo de Ebbsfleet), Keith Newton (sufragáneo de Richborough) y John Broadhurst (sufragáneo de Fulham). Los obispos retirados eran Edwin Barnes, anteriormente sufragáneo de Richborough, y David Silk, anteriormente de la diócesis Ballarat en Australia. El arzobispo de Canterbury, Rowan Williams, anunció que aceptaba con pesar las dimisiones de Burnham y Newton. En la semana siguiente, la Conferencia de los Obispos Católicos de Inglaterra y Gales trató la propuesta del ordinariato y aseguró que le daría una cálida bienvenida a quienes desearan ser parte de él.
El 1 de enero de 2011 fueron recibidos en la Iglesia católica: Broadhurst, Burnham y Newton junto con sus esposas, con tres monjas anglicanas de un convento en Walsingham y exmiembros de 20 parroquias anglicanas diferentes.
El primer ordinariato personal, el ordinariato personal de Nuestra Señora de Walsingham, dentro del territorio de la Conferencia de los Obispos Católicos de Inglaterra y Gales, fue erigido con el decreto The supreme law de la Congregación para la Doctrina de la Fe y el 15 de enero de 2011 fue aprobado por el papa Benedicto XVI. Keith Newton fue nombrado como el primer ordinario.
El ordinariato personal fue establecido de tal manera que sea posible la "reunión corporativa" de los anglicanos con la Iglesia católica conservando elementos de un patrimonio anglicano distintivo. El ordinariato fue nombrado con el título de Nuestra Señora de Walsingham y bajo el patronazgo de san John Henry Newman, ministro anglicano convertido al catolicismo en 1845.
Alrededor de la mitad de la parroquia de St. Peter's, de Folkestone, incluyendo a su sacerdote, fue recibida en el ordinariato el 9 de marzo de 2011, junto con otros 600 anglicanos, en gran parte del sudeste de Inglaterra, con seis grupos de la arquidiócesis de Southwark.
Los grupos del ordinariato, con aproximadamente 900 miembros, ingresaron en el ordinariato en la Pascua de 2011, convirtiéndose así en católicos. Inicialmente se esperaba la recepción de 61 sacerdotes anglicanos pero algunos no dieron el paso. En 2012, Robert Mercer, un exobispo de la comunión anglicana y de la Comunión Anglicana Tradicional, fue recibido en el ordinariato y ordenado el 27 de marzo de 2012 por el obispo Alan Hope en la Catedral de San Juan el Evangelista, en Portsmouth.
En 2013 el ordinariato personal de Nuestra Señora de Walsingham fue el primero de estos en admitir a un laico casado (expastor anglicano) como candidato al sacerdocio.
En enero de 2013 se acogió en el ordinariato a un grupo de 11 monjas anglicanas, entre ellas la madre superiora y una hermana que había recibido la ordenación sacerdotal por la Iglesia anglicana, perteneciente a la Comunidad de Santa María la Virgen que formaba la comunidad de la Hermanas de la Santísima Virgen María erigidas por decreto del ordinario.
El 4 de abril de 2019 el papa Francisco promulgó normas complementarias para la constitución apostólica Anglicanorum coetibus.
El 29 de abril de 2024 el papa Francisco aceptó la renuncia del ordinario Newton, nombrando como nuevo ordinario a David Arthur Waller, hasta ese momento vicario general del mismo.

## Estadísticas
Según el Anuario Pontificio 2024 el ordinariato personal tenía a fines de 2023 un total de 1950 fieles bautizados.
| Año                                                                             | Población            | Población | Población      | Sacerdotes | Sacerdotes    | Sacerdotes    | Bautizados por sacerdote | Diáconos permanentes | Religiosos | Religiosos | Parroquias |
| Año                                                                             | Bautizados católicos | Total     | % de católicos | Total      | Clero secular | Clero regular | Bautizados por sacerdote | Diáconos permanentes | Varones    | Mujeres    | Parroquias |
| ------------------------------------------------------------------------------- | -------------------- | --------- | -------------- | ---------- | ------------- | ------------- | ------------------------ | -------------------- | ---------- | ---------- | ---------- |
| 2012                                                                            | 1500                 |           |                | 57         | 57            | 0             | 26                       |                      |            |            | 31         |
| 2013                                                                            | 2500                 |           |                | 81         | 81            | 0             | 30                       |                      |            |            | 40         |
| 2014                                                                            | 3500                 |           |                | 86         | 86            | 0             | 40                       |                      |            |            | 40         |
| 2016                                                                            | 3500                 |           |                | 91         | 91            | 0             | 38                       |                      |            | 9          | 35         |
| 2019                                                                            | 1850                 |           |                | 97         | 97            | 0             | 19                       |                      |            | 8          | 36         |
| 2021                                                                            | 1950                 |           |                | 97         | 97            | 0             | 20                       |                      |            | 8          | 36         |
| 2023                                                                            | 1950                 |           |                | 90         | 90            | 0             | 21                       |                      |            | 8          | 35         |
| Fuente: Catholic-Hierarchy, que a su vez toma los datos del Anuario Pontificio. |                      |           |                |            |               |               |                          |                      |            |            |            |

### Religiosos
En 2010 tres monjas de la Society of Saint Margaret se unieron al ordinariato personal. Dos de esas hermanas de SSM formaron las Marian Servants of the Incarnation (MSI) y profesaron votos privados. El 12 de diciembre de 2012, se anunció que 11 hermanas religiosas de la Community of St Mary the Virgin (CSMV) tenían intención de unirse al ordinariato.
El 1 de enero de 2013 las once hermanas del CSMV fueron recibidas en la Iglesia católica en el oratorio de San Luis Gonzaga de Oxford y con un exmonja del SSM de Walsingham, que había sido una de los primeros miembros del ordinariato, fue erigida la Society of the Blessed Virgin Mary (SBVM), un instituto religioso nuevo dentro del ordinariato que sigue la regla de San Benito.[cita requerida]

## Episcopologio

David Arthur Waller, obispo ordinario de Nuestra Señora de Walsingham desde 2024

- p. Keith Newton (15 de enero de 2011[33]-29 de abril de 2024 renunció)[nota 2]
- David Arthur Waller, desde el 29 de abril de 2024

## Calendario litúrgico
El calendario litúrgico propio del ordinariato fue aprobado por la Congregación para el Culto Divino y la Disciplina de los Sacramentos el 15 de febrero de 2012. En general, es idéntico al actual calendario litúrgico del rito romano de las diócesis de Inglaterra y Gales, pero ha retenido algunos elementos que forman parte del patrimonio anglicano.
En los Propios de la Misa:
- En lugar de "domingos en Tiempo Normal", utiliza las expresiones "domingos después de la Epifanía", "domingos antes de Cuaresma" (con los nombres "Septuagesima", "Sexagesima" y "Quinquagesima" en paréntesis), y "domingos después de la Trinidad. Aun así, las lecturas de la misa son idénticas a las del uso general en el rito romano.
- Témporas son observados en el miércoles, viernes y sábado después del Primer domingo de Cuaresma, Pentecostés (Whit-domingo), Día de Cruz Santa y el día de Santa Lucía.
- Rogativas son observadas en los tres días que siguen el sexto domingo de Pascua.
- En la semana entre Pentecostés y Domingo de Trinidad, los elementos de la octava anterior son fomentados: mientras las lecturas del Tiempo Normal del día laborable está retenido, la misa propia y uso de rojo como el color litúrgico "puede sostener los temas de Pentecostés".

Con respecto al Apropiado de Santos, el ordinariato observa los calendarios apropiados de Inglaterra y Gales, así como los santos siguientes:
- 12 enero: san Benito Biscop, abad: memorial opcional
- 13 enero: san Kentigern (Mungo), obispo: memorial opcional
- 1 febrero: santa Brígida de Kildare, abadesa: memorial opcional
- 4 febrero: san Gilberto de Sempringham, religioso: memorial opcional
- 5 Marcha: san Piran, abad: memorial opcional
- 16 abril: san Magnus de las Orcadas, mártir: memorial opcional
- 19 abril: san Alphege, obispo y mártir: memorial opcional
- 24 abril: san Melito de Canterbury, obispo: memorial opcional
- 6 mayo: san Juan el Apóstol: memorial opcional
- 21 mayo: santa Elena o san Godric de Finchale, religioso: memorial opcional
- 23 mayo: san Petroc, abad: memorial opcional
- 24 mayo: san Aldhelmo de Sherborne, obispo: memorial opcional
- 15 julio: san Buenaventura de Fidanza, obispo y doctor de la Iglesia; o san Suituno de Winchester, obispo; o Santo Osmund, obispo: memorial opcionales
- 20 julio: santa Margarita de Antioquía, mártir: memorial opcional
- 5 agosto: san Oswaldo de Bernicia, mártir: memorial opcional
- 17 septiembre: san Niniano de Galloway, obispo o santa Edith de Wilton, religiosa: memorial opcional
- 24 septiembre: Nuestra Señora de Walsingham: solemnidad
- 3 octubre: Santo Tomás de Hereford, obispo: memorial opcional
- 9 octubre: san John Henry Newman, sacerdote, patrón del ordinariato: festín
- 11 octubre: santa Ethelburga, abadesa: memorial opcional
- 19 octubre: santa Frideswide, abadesa: memorial opcional
- 8 noviembre: Todos los Santos de Inglaterra o Todos los Santos de Gales: festín
- 20 noviembre: san Edmundo del Anglia Oriental, mártir: memorial opcional
- 1 diciembre: san Edmundo Campion, sacerdote y mártir: memorial opcional